# 九鬼隆恭
九鬼 隆恭（くき たかやす）は、江戸時代中期の丹波国綾部藩の世嗣。通称は左京。

## 略歴
4代藩主・九鬼隆寛の長男として誕生。母は黒田直邦の娘。
父の養子となっていた隆英が延享3年（1746年）に没したため代わって嫡子となり、同年徳川吉宗に拝謁する。しかし、宝暦2年（1752年）廃嫡され、代わって四弟・隆貞が嫡子となった。
宝暦8年（1758年）死去した。